# Калмаккырган (станция)
Калмаккырган (каз. Қалмаққырған) — станция в Темирском районе Актюбинской области Казахстана. Входит в состав Кенестуского сельского округа. Код КАТО — 155641300.

## Население
В 1989 году население села составляло 174 человек. Национальный состав: казахи. В 1999 году население станции составляло 183 человека (105 мужчин и 78 женщин). По данным переписи 2009 года, в населённом пункте проживало 295 человек (170 мужчин и 125 женщин). По данным переписи 2021 года, в селе проживало 370 человек (201 мужчин и 169 женщин).
| Численность населения | Численность населения | Численность населения | Численность населения |
| 1989                  | 1999                  | 2009                  | 2021                  |
| --------------------- | --------------------- | --------------------- | --------------------- |
| 174                   | ↗183                  | ↗295                  | ↗370                  |